# 알버트 하인
알버트 하인(Albert Heijn, 네덜란드어 발음: [ˈɑlbərt ˈɦɛin], AH)은 2020년 시장 점유율 34.8%를 기록한 네덜란드 최대 슈퍼마켓 체인이다. 1887년에 설립되었으며 2016년부터 아홀드 델레이즈의 일부가 되었다.